# Transacqua
Transacqua é uma comuna italiana da região do Trentino-Alto Ádige, província de Trento, com cerca de 1.939 habitantes. Estende-se por uma área de 35 km², tendo uma densidade populacional de 55 hab/km². Faz fronteira com Siror, Sagron Mis, Mezzano, Cesiomaggiore (BL), Tonadico, Tonadico, Fiera di Primiero.

## Cidades irmãs
- Piraquara, Paraná, Brasil [4]